# Списак спомен-костурница на територији Мачванског округа
Следи спискови спомен-костурница и војничких гробаља из Првог и Другог светског рата на територији Мачванског округа:
| Спомен-костурнице и војничка гробља из Првог светског рата |                                                     |                           |                                                                    |                             | |
| Слика                                                      | назив споменика                                     | локација                  | сахрањени                                                          | аутор/и и година постављања | напомена                                                                                               |
|                                                            | Спомен костурница на Церу                           | Текериш                   | Погинули ратници                                                   | архитекта Бојић 1928.       | |
|                                                            | Спомен-костурница на Гучеву                         | Лозница                   | Погинули ратници                                                   | В. Тодић 1929.              | |
|                                                            | Спомен-капела са костурницом                        | Прњавор                   | Страдали житељи Прњавора                                           |                             | |
|                                                            | Црква - спомен костурница Вазнесења Христовог       | Дубље                     | погинули српски и аустроугарски војници                            |                             | |
|                                                            | Спомен-костурница на Мачковом камену                | Планина Јагодња, Љубовија | Погинули ратници                                                   | Момир Коруновић 1926—1930.  | |
|                                                            | Спомен-црква Вазнесења Господњег                    | Крупањ                    | Погинули ратници                                                   |                             | |
|                                                            | Споменик и костурница у порти Саборне цркве у Шапцу | Шабац                     | Стрељани грађани Шапца                                             | Франо Менгел Динчић 1934.   | |
|                                                            | Црква Светог Јована Богослова                       | Брезјак                   | Погинули ратници                                                   |                             | |
|                                                            | Црква Светог Георгија                               | Мојковић                  | Погинули ратници Моравске дивизије, погинули у бици на Јадру 1914. |                             | |
|                                                            | Спомен костурница у Мајуру                          | Мајур                     | Погинули ратници                                                   | Радован Миразовић 1986.     | Посмртни остаци су пренесени са трасе новог обилазног пута 1982. године                                |
|                                                            | Црква Светог цара Лазара                            | Велика Река               | Погинули ратници                                                   | 1972.                       | |
|                                                            | Споменик 17. пука                                   | Меховине                  | Погинули ратници 17. пука                                          |                             | Споменик су подигли ратници 17. пешадијског пука својим погинулим друговима, на месту где су сахрањени |
|                                                            | Спомен гробље                                       | Планина Јагодња           | Погинули ратници                                                   |                             | Сахрањено 73 војника 3. пука 2. позива                                                                 |
|                                                            | Војничко гробље у Криваји                           | Криваја                   | Погинули ратници                                                   |                             | Сахрањено 41 српски војник и три аустроугарска                                                         |

| Спомен-костурнице и војничка гробља из Другог светског рата |                                         |             |                         |                                                              |          |
| Слика                                                       | назив споменика                         | локација    | сахрањени               | аутор/и и година постављања                                  | напомена |
|                                                             | Споменик са костурницом стрељаних жртва | Драгинац    | Стрељани грађани Јадра  | Остоја Горданић Балкански 1961.                              |          |
|                                                             | Партизанско гробље                      | Шабац       | Погинули борци НОБ-а    | архитекте Н. Бркић и Ј. Кировски и инжењер М. Мирковић 1961. |          |
|                                                             | Спомен обележје у Засавици II           | Засавица II | Стрељани Јевреји и Роми | 1945/1977.                                                   |          |
|                                                             | Борачко гробље                          | Јаловик     | Погинули борци НОБ-а    | 1945.                                                        |          |